# Mée
Mée és un municipi francès situat al departament de Mayenne i a la regió de País del Loira. L'any 2007 tenia 195 habitants.

## Demografia

### Població
El 2007 la població de fet de Mée era de 195 persones. Hi havia 68 famílies de les quals 12 eren unipersonals (4 homes vivint sols i 8 dones vivint soles), 28 parelles sense fills, 24 parelles amb fills i 4 famílies monoparentals amb fills.
La població ha evolucionat segons el següent gràfic:
Habitants censats

### Habitatges
El 2007 hi havia 93 habitatges, 70 eren l'habitatge principal de la família, 11 eren segones residències i 12 estaven desocupats. 88 eren cases i 2 eren apartaments. Dels 70 habitatges principals, 47 estaven ocupats pels seus propietaris i 23 estaven llogats i ocupats pels llogaters; 3 tenien dues cambres, 7 en tenien tres, 21 en tenien quatre i 39 en tenien cinc o més. 51 habitatges disposaven pel capbaix d'una plaça de pàrquing. A 27 habitatges hi havia un automòbil i a 40 n'hi havia dos o més.

### Piràmide de població
La piràmide de població per edats i sexe el 2009 era:
| Homes | Edats   | Dones |
| ----- | ------- | ----- |
| 0     | 95 o +  | 0     |
| 0     | 90 a 94 | 0     |
| 4     | 85 a 89 | 0     |
| 0     | 80 a 84 | 0     |
| 4     | 75 a 79 | 4     |
| 0     | 70 a 74 | 8     |
| 0     | 65 a 69 | 0     |
| 8     | 60 a 64 | 4     |
| 8     | 55 a 59 | 8     |
| 4     | 50 a 54 | 0     |
| 12    | 45 a 49 | 8     |
| 4     | 40 a 44 | 8     |
| 8     | 35 a 39 | 0     |
| 4     | 30 a 34 | 8     |
| 4     | 25 a 29 | 12    |
| 4     | 20 a 24 | 12    |
| 8     | 15 a 19 | 0     |
| 4     | 10 a 14 | 8     |
| 0     | 5 a 9   | 12    |
| 4     | 0 a 4   | 8     |

## Economia
El 2007 la població en edat de treballar era de 127 persones, 104 eren actives i 23 eren inactives. De les 104 persones actives 97 estaven ocupades (50 homes i 47 dones) i 7 estaven aturades (3 homes i 4 dones). De les 23 persones inactives 10 estaven jubilades, 9 estaven estudiant i 4 estaven classificades com a «altres inactius».

### Ingressos
El 2009 a Mée hi havia 74 unitats fiscals que integraven 212 persones, la mediana anual d'ingressos fiscals per persona era de 15.988 €.

### Activitats econòmiques
Dels 6 establiments que hi havia el 2007, 4 eren d'empreses de construcció, 1 d'una empresa de comerç i reparació d'automòbils i 1 d'una empresa de transport.
Dels 3 establiments de servei als particulars que hi havia el 2009, 2 eren fusteries i 1 lampisteria.
L'any 2000 a Mée hi havia 27 explotacions agrícoles que ocupaven un total de 864 hectàrees.

## Equipaments sanitaris i escolars
El 2009 hi havia una escola elemental integrada dins d'un grup escolar amb les comunes properes formant una escola dispersa.

## Poblacions més properes
El següent diagrama mostra les poblacions més properes.